# 隆戈布科
隆戈布科（義大利語：Longobucco），是意大利科森扎省的一个市镇。总面积210平方公里，人口3714人，人口密度17.7人/平方公里（2009年）。ISTAT代码为078068。